# Șutenke, Novoukraiinka
Șutenke (în ucraineană Шутеньке) este un sat în comuna Hannivka din raionul Novoukraiinka, regiunea Kirovohrad, Ucraina.

## Demografie
Componența lingvistică a localității Șutenke
     Ucraineană (88,89%)
     Română (11,11%)
Conform recensământului din 2001, majoritatea populației localității Șutenke era vorbitoare de ucraineană (88,89%), existând în minoritate și vorbitori de română (11,11%).